# Andrej Plenković
Andrej Plenković [ˌandreːj ˈplɛːnkoʋit͡ɕ], né le 8 avril 1970 à Zagreb, est un homme d'État croate.
Diplômé en droit de l'université de Zagreb, il est affecté au ministère des Affaires étrangères, puis devient conseiller ministériel. Après avoir passé le barreau, il devient diplomate, étant notamment d'ambassadeur adjoint de Croatie en France.
En 2010, il est nommé secrétaire d'État à l'Intégration européenne au ministère des Affaires étrangères.
Ayant rejoint l'Union démocratique croate (HDZ), il se présente aux élections législatives de 2011 et se voit élu au Parlement de Croatie. Aux élections européennes spéciales de 2013, il remporte un mandat de député européen, qu'il conserve lors du scrutin de 2014.
En 2016, seul candidat, il est porté à la présidence de l'Union démocratique croate, qui renforce sa majorité relative lors des élections législatives anticipées : s'assurant le soutien d'une large majorité, il devient Premier ministre. Il est reconduit dans ses fonctions à l'issue des élections de 2020 et de de 2024.
Avec plus de huit années passées à la tête du gouvernement en 2025, il détient le record de longévité parmi les Premiers ministres de la Croatie.

## Biographie

### Parcours académique et débuts professionnels
Après des études de droit à l'université de Zagreb achevées en 1993, Andrej Plenković intègre l'année suivante l'administration du ministère des Affaires étrangères. Il occupe alors les fonctions de conseiller expert, avec le grade de troisième secrétaire, au département de l'Intégration européenne.
Il atteint le grade de deuxième secrétaire en 1995, quand il devient directeur de cabinet du vice-ministre des Affaires étrangères, chargé de l'Intégration européenne. Il est promu premier secrétaire en 1996, rejoint le département des Analyses et reçoit pendant un an une formation de diplomate à l'Académie diplomatique du ministère.

### Ascension dans l'administration
Il passe avec succès le concours de la fonction publique en 1997 et se trouve ainsi promu directeur du département de l'Intégration européenne. Il obtient deux ans plus tard son examen de conseiller diplomatique. Il est aussitôt nommé conseiller aux affaires européennes du ministre des Affaires étrangères Mate Granić, poste qu'il abandonne en 2000 pour occuper celui de coordonnateur national de l'Initiative de l'Europe centrale et chef du groupe de travail sur les affaires politiques de l'équipe de négociation de l'Accord de stabilisation et d'association (ASA).

### Carrière diplomatique
En 2002, il réussit le passage de sa maîtrise en droit international puis l'examen du barreau. Désormais avocat, il est désigné chef adjoint de la mission de la Croatie auprès de l'Union européenne à Bruxelles. Il est muté à Paris en 2005, au poste d'ambassadeur adjoint de l'ambassade en France.
Il revient à Zagreb après huit ans de service à l'étranger pour devenir secrétaire d'État à l'Intégration européenne auprès du ministre des Affaires étrangères Gordan Jandroković.

### Député croate
Pour les élections législatives du 4 décembre 2011, il est investi par l'Union démocratique croate candidat dans la septième circonscription. Élu au Parlement, il siège au sein du groupe de la HDZ et siège dans différentes commissions. Il préside par ailleurs la délégation croate à la commission parlementaire conjointe avec le Parlement européen.

### Député européen
Le 1er avril 2012, il fait partie de la délégation d'observateurs envoyée au Parlement européen par le Parlement croate en préalable à l'adhésion de la Croatie à l'Union européenne. L'année suivante, il est investi en deuxième position de la liste de la HDZ emmenée par Dubravka Šuica aux élections européennes spéciales du 14 avril 2013.
Il est élu et entre en fonction le 1er juillet, son mandat de député national se trouvant suspendu. Il siège à la commission des budgets et au groupe du Parti populaire européen (PPE). Pour les élections européennes du 25 mai 2014, il conduit la liste de la Coalition patriotique (DK) dont la HDZ est la force principale.
Réélu, il prend possession de son mandat le 1er juillet 2014 et renonce alors à son mandat parlementaire croate. Toujours membre du groupe PPE, il est choisi comme vice-président de la commission des Affaires étrangères.

### Président de la HDZ

#### Candidat unique
Le 17 juillet 2016, trois semaines et demi après la démission de Tomislav Karamarko, il est élu président de l'Union démocratique croate en recueillant 97 823 voix sur 98 209 suffrages exprimés parmi les 208 000 militants du parti. Il doit donc mener la campagne de son parti aux élections législatives anticipées du 11 septembre suivant. Il indique une semaine plus tard que la HDZ ne constituera pas de coalition électorale nationale, mais pourra coopérer dans certaines circonscriptions avec certains partis.

#### Une victoire inattendue aux élections anticipées
Au soir du scrutin, la HDZ est en tête et totalise 61 députés sur 151, contre 54 à la Coalition populaire (NK) emmenée par les sociaux-démocrates. Deux jours après la tenue des élections, il rencontre les dirigeants du Pont des listes indépendantes (MOST), qui dispose de treize mandats, pour un cycle de discussions de quatre heures qui est évalué très positivement par Plenković et le président de MOST, Božo Petrov.

#### Des soutiens croissants
En cas d'accord avec le Pont, sa désignation à la tête de l'exécutif croate est jugée plus que probable car il bénéficie déjà du soutien de principe de la minorité serbe, qui compte trois élus au Parlement, à condition que le ministre de la Culture Zlatko Hasanbegović ne siège pas au gouvernement. Il reçoit le 16 septembre le soutien des huit députés représentant les minorités nationales, à la suite d'une déclaration en ce sens du représentant de la minorité hongroise. Le 21 septembre, deux jours après que la HDZ et MOST ont achevé de manière très positive un deuxième cycle de négociations, le président du Parti paysan croate (HSS), allié électoral des sociaux-démocrates, indique que sa formation soutiendra la désignation de Plenković et son gouvernement pendant ses cent premiers jours, ce qui affaiblit la position du Pont puisque Plenković bénéficie désormais de l'appui de 74 députés.
Le 28 septembre 2016, lors de son entretien avec la présidente de la République Kolinda Grabar-Kitarović, il n'est pas en mesure de lui présenter le soutien d'au moins 76 parlementaires et ne peut donc être chargé de former le nouveau gouvernement croate par la chef de l'État. Il finit par atteindre un total de 77 soutiens le 6 octobre après avoir reçu ceux de trois nouveaux élus, deux du parti de Milan Bandić et un du Parti croate des retraités (HSU), sachant qu'il pourrait engranger quatre appuis de plus. Trois jours plus tôt, il avait indiqué avec Božo Petrov que la HDZ et MOST étaient proches d'un accord et commençaient à discuter du nombre et de la répartition des ministères entre les deux formations.

#### Accord de coalition avec MOST
À l'issue d'un vote de son conseil national le 6 octobre 2016, Le Pont accepte l'accord de coalition établi avec l'Union démocratique. Le lendemain, Petrov et Plenković présentent les termes de leur entente qui prévoit notamment quatre portefeuilles ministériels pour MOST, dont le ministère de l'Intérieur, et une alternance à la présidence du Parlement en milieu de législature, le poste revenant à Petrov pour les deux premières années.

### Premier ministre
Il rencontre de nouveau la présidente Grabar-Kitarović le 10 octobre. Au cours de leur entretien, il lui présente le soutien écrit de 91 députés, soit quinze de plus que le minimum requis. Il est alors nommé Premier ministre désigné et chargé de former le XIVe gouvernement de Croatie. Bien qu'il dispose d'un délai de trente jours à compter de l'ouverture de la législature le 14 octobre, il devrait se soumettre au vote de confiance des députés dans la semaine du 17 octobre. Il démissionne de son mandat européen le 13 octobre avec son collègue et compatriote Davor Ivo Stier afin de pouvoir assumer dès le lendemain son mandat de parlementaire croate.
Après que les députés ont approuvé plusieurs modifications à la loi relative au gouvernement lors de leur session constitutive le 14 octobre, il est prévu que Plenković présente sa liste de ministres dans la journée du 18 et se soumette dès le lendemain au vote de confiance du Parlement.
Lors du vote de confiance du 19 octobre, il reçoit l'investiture du Parlement par 91 voix pour, 45 voix contre et 3 abstentions. Dans la foulée, il nomme un gouvernement de dix-neuf ministres, dont quatre femmes. Immédiatement après le scrutin, il se rend au siège du gouverneme,pour la cérémonie de passations de pouvoir avec Tihomir Orešković.
À l’occasion du 75e anniversaire de la fin de la Seconde Guerre mondiale, son gouvernement organise un hommage aux soldats de l’État oustachi croate pronazi, tués par le mouvement de résistance yougoslave en 1945,.
Une réforme des retraites est adoptée en 2018. Très contestée par les syndicats de travailleurs, elle recule l'âge légal de départ à la retraite à 67 ans pour l'ensemble des salariés, au lieu de 65 ans pour les hommes et 62 ans pour les femmes auparavant.

#### Élections de 2020
En juillet 2020, six mois après la défaite de Kolinda Grabar-Kitarović à l'élection présidentielle, la HDZ arrive nettement en tête des élections législatives alors que les sondages la donnait au coude-à-coude avec la Coalition Nouveau départ menée par le SDP. Andrej Plenković forme dans la foulée une coalition avec le Parti démocratique indépendant serbe (SDSS), confiant à l'un de ses représentants la fonction de vice-Premier ministre délégué aux Droits humains ; il remporte le vote de confiance au Parlement par 76 voix pour et 59 contre.

#### Élections de 2024
Le 17 mai 2024, un mois après les élections législatives, il forme un nouveau gouvernement, en coalition avec le Mouvement patriotique, qui est investi par le Parlement par 79 voix contre 61.